# Melanostigma inexpectatum
Melanostigma inexpectatum es una especie de pez de la familia de los Zoarcidae en el orden de los perciformes.

## Morfología
Los machos pueden llegar a alcanzar los 10,1 cm de longitud total.

## Hábitat
Es un pez de mar y de aguas profundas.

## Distribución geográfica
Se encuentra en Papúa Nueva Guinea.

## Observaciones
Es inofensivo para los humanos. 